# Franzenella
Franzenella is een mosdiertjesgeslacht uit de familie van de Aethozoidae en de orde Ctenostomatida. De wetenschappelijke naam ervan is in 1983 voor het eerst geldig gepubliceerd door d'Hondt.

## Soorten
- Franzenella limicola (Franzen, 1960)

Niet geaccepteerde soorten:
- Franzenella monniotae (d'Hondt, 1975) → Solella monniotae (d'Hondt, 1976)
- Franzenella radicans (d'Hondt & Hayward, 1981) → Solella radicans (d'Hondt & Hayward, 1981)